# Aldo van Eyck

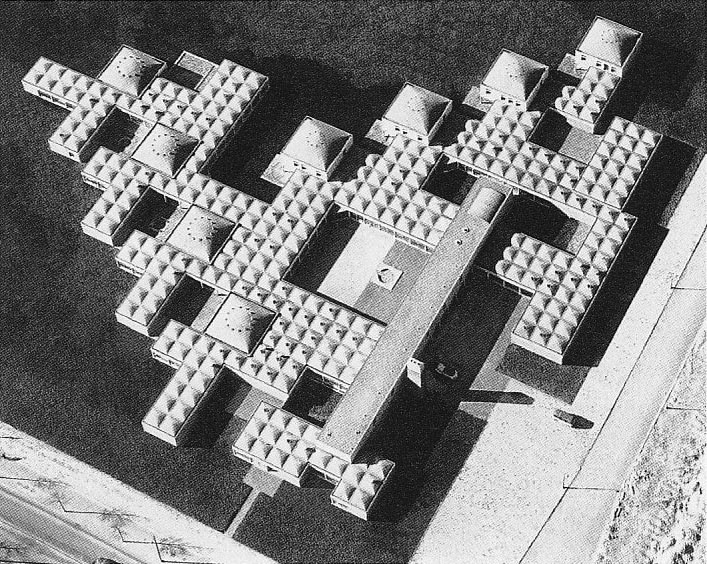
Het Burgerweeshuis in Amsterdam-Zuid

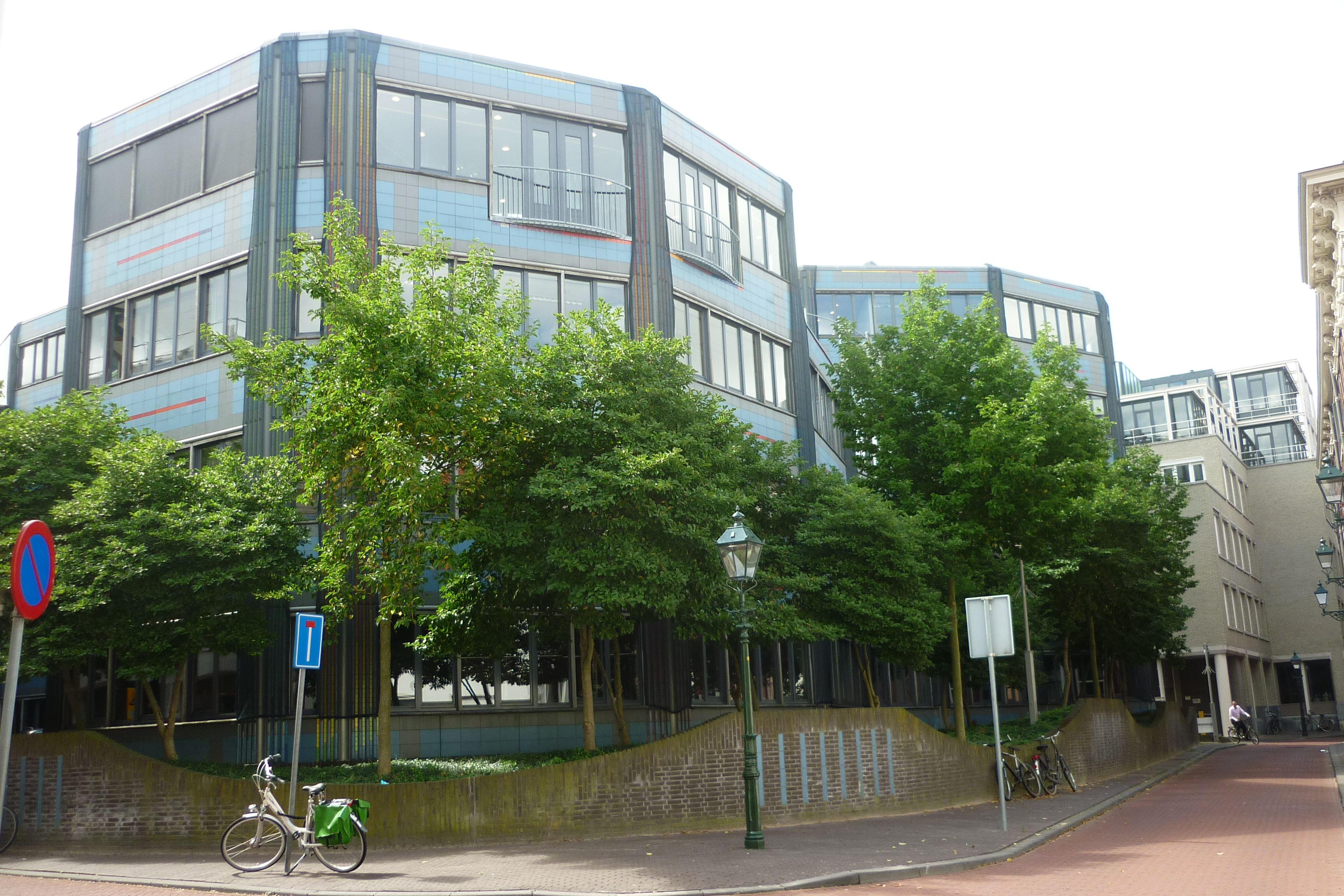
Algemene Rekenkamer, achterzijde

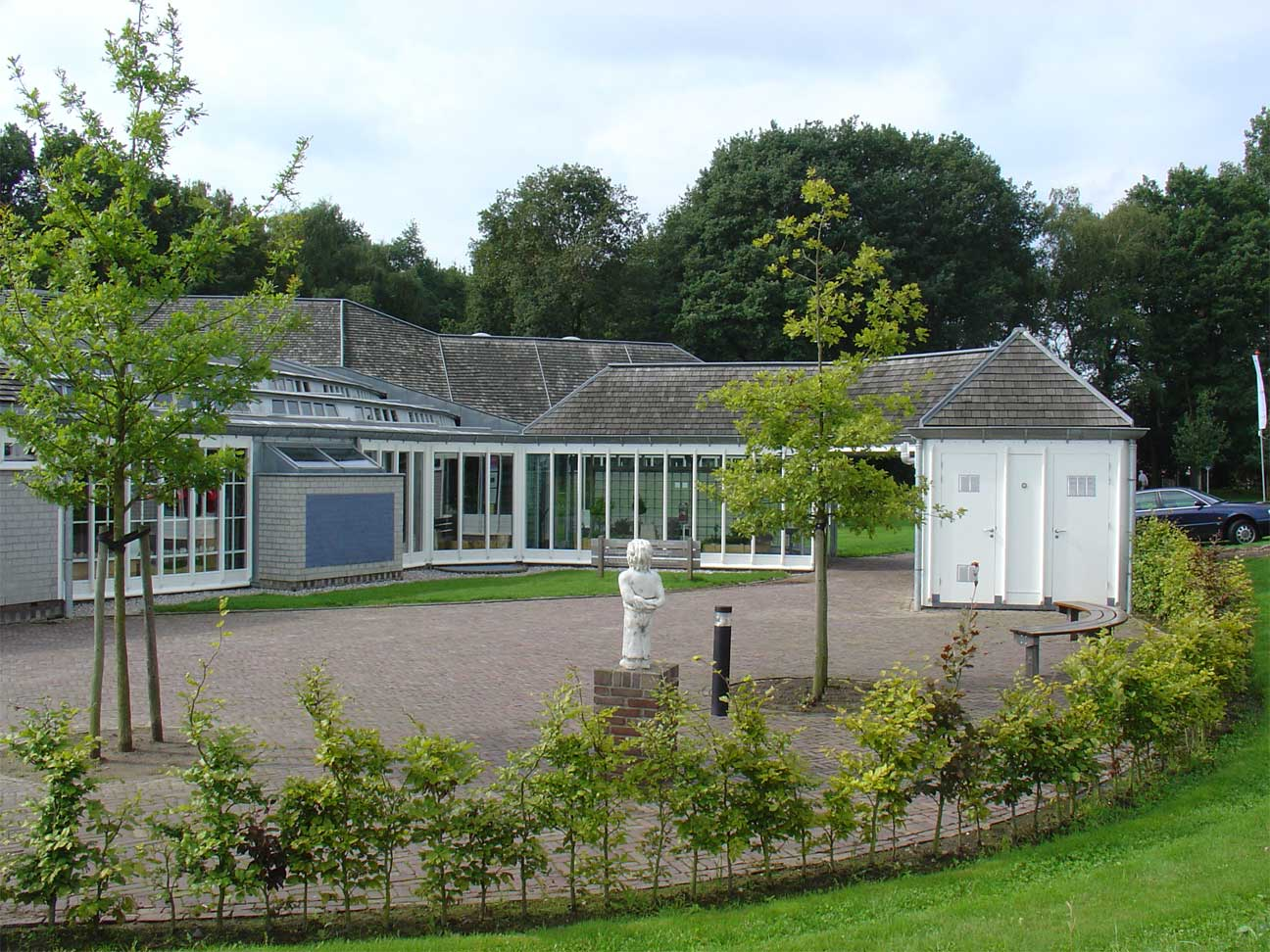
Het door Aldo van Eyck ontworpen en na zijn overlijden gebouwde Hunebedcentrum te Borger

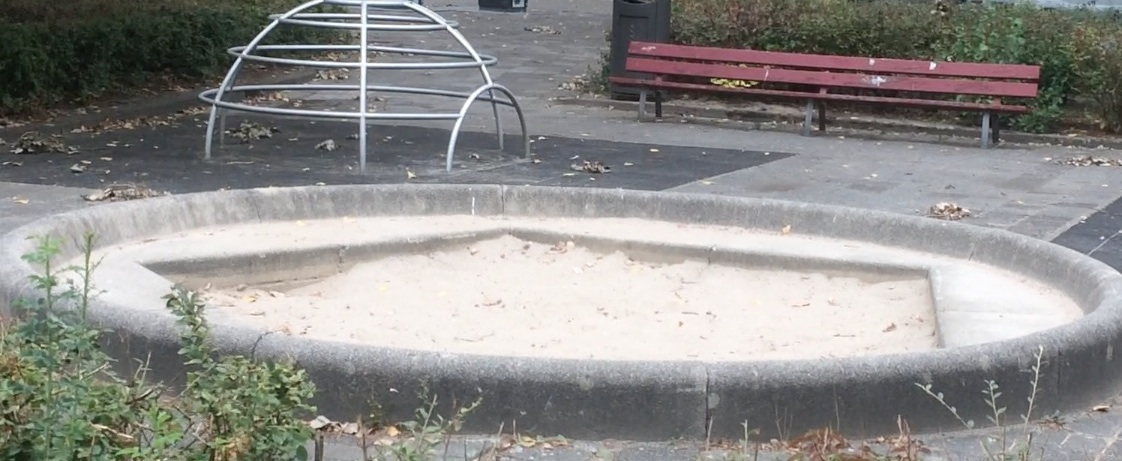
Zandbak en koepelvormig klimrek – in de volksmond de 'iglo' – in een speeltuin in Amsterdam ontworpen door Aldo van Eyck

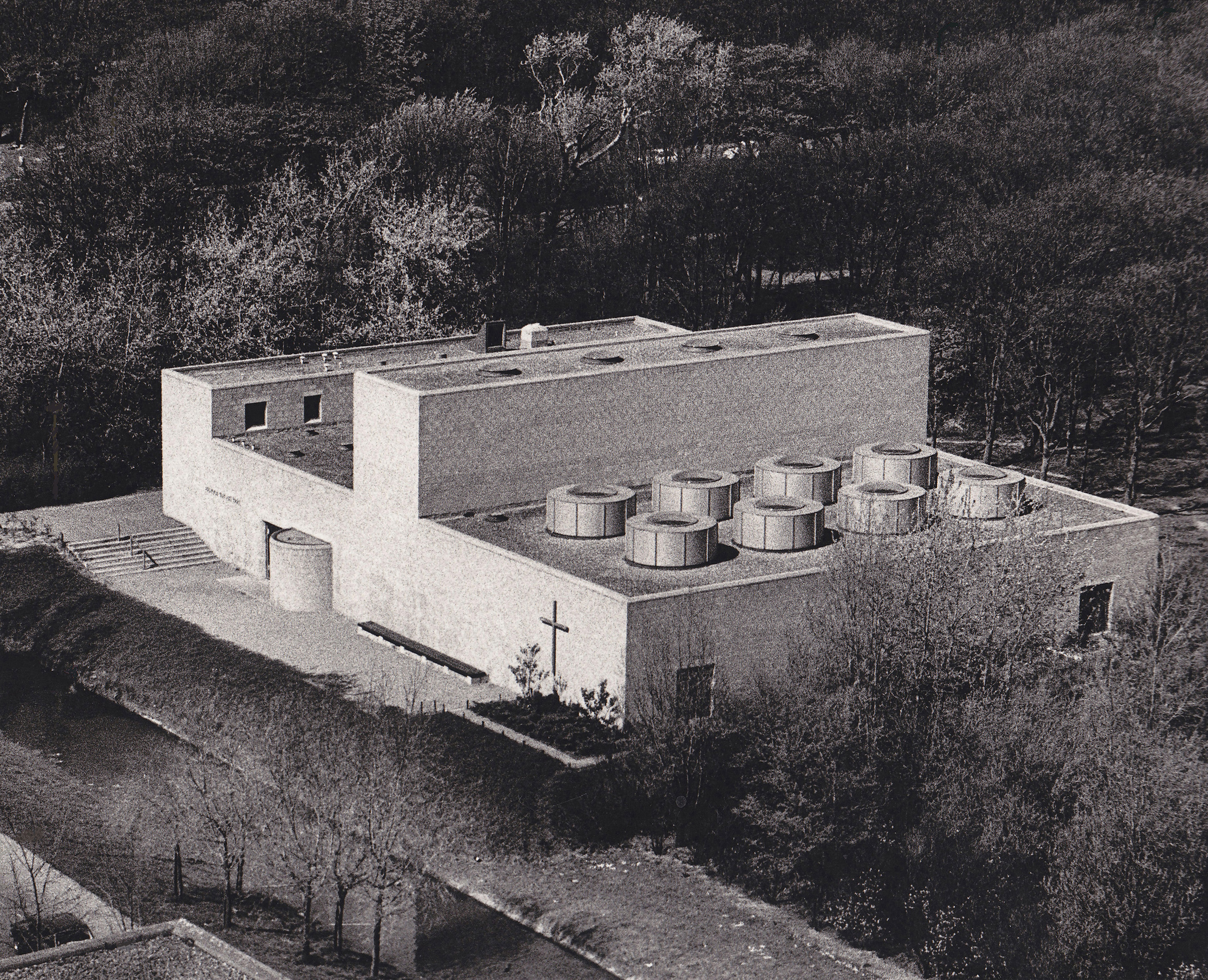
Pastoor van Arskerk, Den Haag

Aldo Ernest van Eyck (Driebergen, 16 maart 1918 – Loenen aan de Vecht, 13 januari 1999) was een Nederlands architect.

## Levensloop
Van Eyck werd geboren als zoon van de dichter Pieter Nicolaas van Eyck en Nelly Benjamins en was een broer van Robert van Eyck. Hij groeide op in Golders Green in Londen en studeerde af aan de Eidgenössische Technische Hochschule van Zürich, waar hij zijn vrouw Hannie van Roojen leerde kennen die eveneens architect was.
In 1949 werd hem door Willem Sandberg gevraagd om de Cobra tentoonstelling in het Stedelijk Museum Amsterdam in te richten. Van Eyck had vanaf 1951 een architectenbureau. In 1952 ontwierp hij samen met Constant Nieuwenhuijs een ruimte voor de tentoonstelling ‘Mens en huis’ van 1952-1953 in het Stedelijk Museum Amsterdam. Van 1971 tot 1982 werkte hij samen met architect Theo Bosch, en vanaf 1982 tot zijn overlijden samen met zijn vrouw onder de naam A. & H. van Eyck. Het bureau is daarna door Hannie van Eyck voortgezet, waarbij zij samenwerkte met Abel Blom, zoon van architect Piet Blom.
Daarnaast was Van Eyck van 1966 tot 1976 buitengewoon hoogleraar aan de Technische Universiteit Delft en zat hij van 1959 tot 1963 in de redactie van het tijdschrift Forum, samen met zijn leerling Herman Hertzberger. In 1953 was hij een van de oprichters van Team 10 en een van de eerste en meest invloedrijke vertegenwoordigers van het structuralisme.
Afrikaanse volksarchitectuur (de kashba en de architectuur van de Dogon in  Mali) was een van zijn belangrijkste inspiratiebronnen; sanatorium Zonnestraal vond hij zelf het mooiste gebouw; en Jan Duiker was volgens Van Eyck de beste architect van de wereld.
Basklarinettist Harry Sparnaay droeg in 1982 de compositie Bouwstenen voor basklarinet en tape aan hem op.
Aldo van Eyck overleed in 1999 op tachtigjarige leeftijd. In juli 2017 besloot de Gemeente Amsterdam brug 413 voortaan aan te duiden als de Aldo van Eyckbrug, de brug zelf is ontworpen door Piet Kramer.

## Belangrijkste werken
- Woondorp Nagele in de Noordoostpolder (1955)
- Burgerweeshuis te Amsterdam (1960), waardoor hij internationale belangstelling kreeg
- Aldo van Eyck-paviljoen te Arnhem
- Conferentieoord van ESTEC te Noordwijk
- Hubertushuis te Amsterdam (1980)
- Algemene Rekenkamer aan het Lange Voorhout in Den Haag (1992-1997)
- Vele kinderspeelplaatsen en speeltoestellen voor de gemeente Amsterdam (1947 tot 1978) te beginnen aan het Bertelmanplein in 1947. Zijn speeltuin aan de Witte Klok in Osdorp (1965) wordt als cultureel-historisch erfgoed bewaard.
- De Pastoor van Arskerk in Den Haag (1969)
- Tripolis in Amsterdam (1992-1994)
- Duikelrek, Klimtrechter, Klimkoepel Iglo  en Tunnel en variaties daarop voor Amsterdamse speelplaatsen en parken, zoals Klimrek Westerpark en het Speeltoestel Van Eesteren Museum.